# نورمن مانیا
نورمن مانیا (انگلیسی: Norman Manea؛ زادهٔ ۱۹ ژوئیهٔ ۱۹۳۶) نویسنده، و استاد دانشگاه اهل رومانی است.
وی همچنین برندهٔ جوایزی همچون کمک‌هزینه گوگنهایم و برنامه فولبرایت شده‌است.